# Tecnocapitalismo

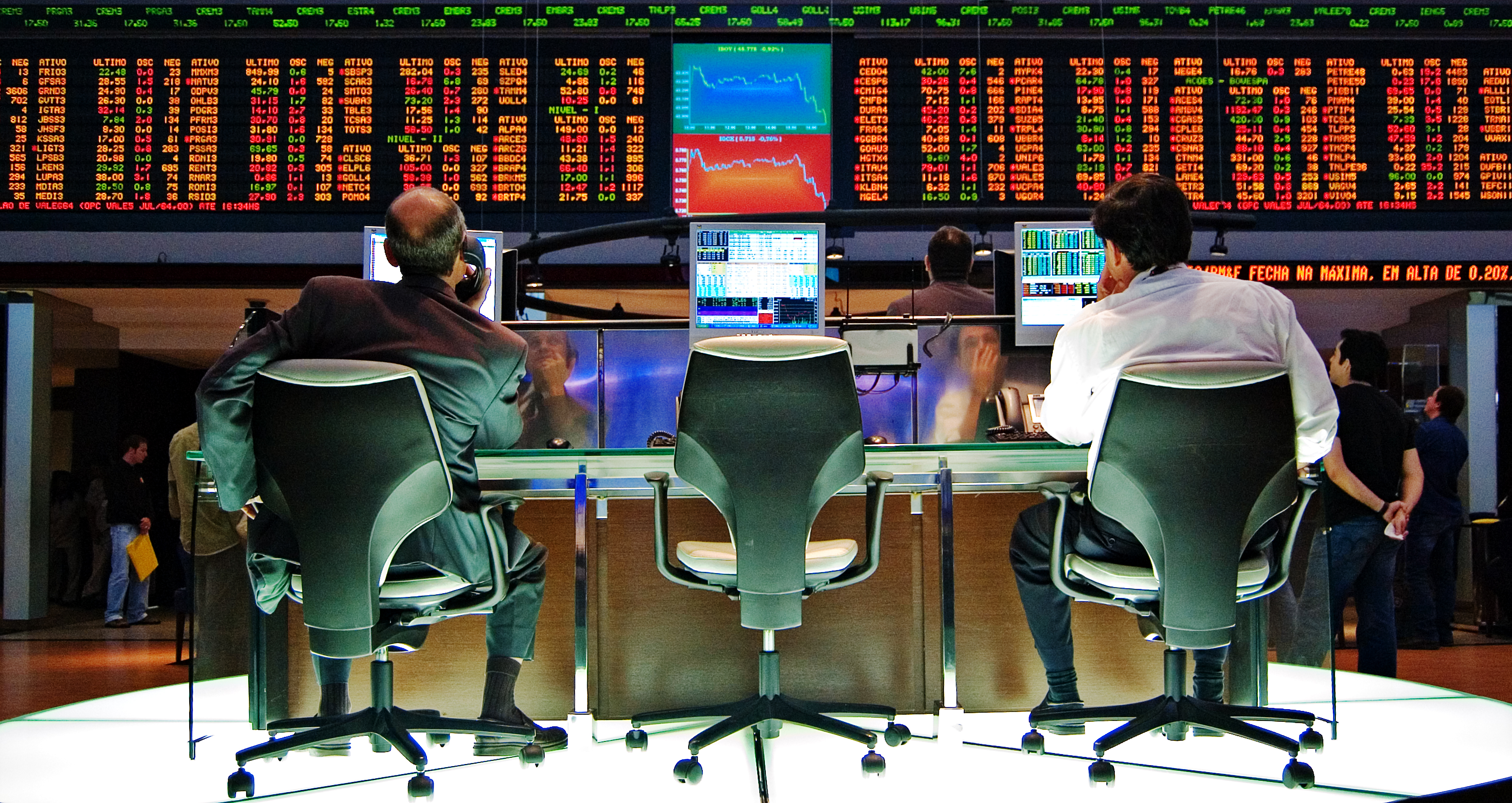
Fotografía del Stock Exchange en São Paulo.

Tecnocapitalismo (Una combinación de  la palabra "tecnología" y "capitalismo") se refiere a los cambios en el capitalismo asociados a la aparición de nuevos sectores de tecnología, el poder de las corporaciones, y nuevas formas de organización.

## El poder corporativo y la organización
Luis Suárez-Villa, en su libro Tecnocapitalismo publicado el año 2009: "Una perspectiva crítica sobre Innovación Tecnológica y corporativismo" argumenta que se trata de una nueva versión del capitalismo que genera nuevas formas de organización empresarial diseñado para explotar los bienes intangibles tales como la creatividad y los nuevos conocimientos Las nuevas organizaciones, que él se refiere como organizaciones experimentalistas están profundamente conectadas a tierra en la investigación tecnológica, a diferencia de la producción de manufacturas y servicios. Ellos también dependen en gran medida de la apropiación corporativa de los resultados de investigación como la propiedad intelectual.
Este enfoque se desarrolló aún más por Suárez-Villa en su libro del año 2012 "La globalización y tecnocapitalismo: La economía política del poder corporativo y la dominación tecnológica", en la que relata la aparición de tecnocapitalismo a la globalización y al creciente poder de las corporaciones tecnocapitalistas Teniendo en cuenta las nuevas relaciones de poder presentado por las corporaciones que controlan el tecnocapitalismo, considera nuevas formas de acumulación que implica intangibles --- como la creatividad y los nuevos conocimientos --- junto con la propiedad intelectual y la infraestructura tecnológica. Esta perspectiva sobre la globalización --- y el efecto del tecnocapitalismo y sus corporaciones --- También tiene en cuenta la creciente importancia global de los intangibles, las desigualdades creadas entre las naciones a la vanguardia de tecnocapitalismo y los que no lo son.
El concepto detrás del tecnocapitalismo es parte de una línea de pensamiento que relaciona la ciencia y la tecnología para la evolución del capitalismo. En el núcleo de esta idea de la evolución del capitalismo es que la ciencia y la tecnología no están divorciados de la sociedad. Ciencia y tecnología son parte de la sociedad, y están sujetos a las prioridades del capitalismo tanto como cualquier otra actividad humana. Científicos prominentes en el siglo XX, como John Bernal, postula que la ciencia tiene una función social, y no puede ser visto como algo separado de la sociedad.
El término tecnocapitalismo ha sido utilizado por un autor para referirse a los aspectos e ideas que difieren marcadamente de las explicadas anteriormente. Dinesh D'Souza, escribiendo sobre Silicon Valley en un artículo, usa el término para describir el ambiente corporativo y las relaciones de capital de riesgo en una economía local orientada a la alta tecnología. Su acercamiento al tema estaba en consonancia con el de los diarios del negocio y de la literatura de gestión empresarial. Algunos artículos de prensa también han utilizado el término de vez en cuando y en un sentido muy general, para referirse a la importancia de las tecnologías avanzadas en la economía.